# Arrondissement de Metz-Campagne (Empire allemand)
L'arrondissement de Metz-Campagne (Landkreis Metz) correspond peu ou prou à l'arrondissement de Metz-Campagne à l'époque de l'Empire allemand et sous le Troisième Reich. Le Stadtkreis Metz correspond plus ou moins à l'arrondissement de Metz-Ville.

## Contexte
Un kreis allemand correspondait plus ou moins à un arrondissement français. Ce découpage administratif fut instauré en Moselle en 1871, à la suite de l'annexion de l'Alsace-Lorraine, puis rétabli en 1940, avec l'annexion de la Moselle.

## Organisation de l'arrondissement
Avec la ratification du traité de paix de Francfort, l'Allemagne faisait de Metz, de la Moselle et de l'Alsace, une partie du Reich allemand. Le Reichsland Elsass-Lothringen fut créé ex nihilo. Fin 1871, les territoires annexés autour de Metz et de la Moselle furent réorganisés en : 
- arrondissement de Metz-Ville (Stadtkreis Metz) ;
- arrondissement de Metz-Campagne (Landkreis Metz) : arrondissement de Metz, avec les cantons de Metz (canton de Briey excepté), Gorze (en partie), Metz I, Metz II, Metz III, Pange, Verny et Vigy ;
- district de Lorraine, appartenant à l'Alsace-Lorraine, chef-lieu Metz, correspond à l'actuel département de la Moselle, formé à partir de l'ancien département de la Moselle diminué de son quart ouest, et d'une petite partie de l'ancien département de la Meurthe.

Le district de Lorraine comprenait l'arrondissement de Boulay, l'arrondissement de Château-Salins, l'arrondissement de Forbach, l'arrondissement de Metz, l'arrondissement de Sarrebourg, l'arrondissement de Sarreguemines, l'arrondissement de Thionville-Est et l'arrondissement de Thionville-Ouest.

### Évolution territoriale
La composition du district urbain de Metz a évolué au fil des ans. Le district urbain de Metz s'est développé en absorbant des communes proches de Metz. Ainsi, le 1er avril 1908, les municipalités de Devant-les-Ponts, Plantières et Queuleu sont intégrées au Stadtkreis de Metz. Le Sablon intégra aussi le district de Metz, le 1er avril 1914.
Par décret impérial du 2 septembre 1915, de nombreux noms de communes de l'arrondissement furent germanisés. Dans l'arrondissement de Metz, Sailly-Achâtel devint Hohenschloß ; Châtel-Saint-Germain devint  Sankt German ; Courcelles-sur-Nied devint Kurzel a. d. Nied ; Gorze devint Gorz ; Montoy-Flanville devint Montingen ; Novéant-sur-Moselle devint  Neuburg in Lothringen ; Plappeville devint  Papolsheim ; Vaux devint Wals ; Vigy devint  Wigingen.

### Évolution démographique
| Population     | 1880   | 1890   | 1900   | 1910   |
| -------------- | ------ | ------ | ------ | ------ |
| Landkreis Metz | 53 131 | 60 186 | 58 462 | 68 598 |

### Communes de plus de 1500 habitants
( Données de 1910 )
| Communes                 | Habitants |
| ------------------------ | --------- |
| Ars an der Mosel         | 3 541     |
| Le Ban-Saint-Martin      | 2 310     |
| Borny                    | 2 798     |
| Hagondange (Hagendingen) | 1 727     |
| Longeville-lès-Metz      | 2 518     |
| Maizières-lès-Metz       | 3 418     |
| Montigny-lès-Metz        | 14 017    |
| Montois-la-Montagne      | 1 662     |
| Rombas (Rombach)         | 6 247     |
| Sablon                   | 10 720    |
| Saint-Julien-lès-Metz    | 1 826     |
| Sainte-Marie-aux-Chênes  | 1 690     |
| Amnéville (Stahlheim)    | 4 194     |
| Woippy                   | 1 567     |

### Administrateurs civils
| Stadtdirektor - Bürgermeister (Stadt Metz) |                                        |                   |               |
| Nr.                                        | Noms                                   | Prise de fonction | Fin de mandat |
| 1                                          | Albert Stöphasius                      | 1871              | 1877          |
| 2                                          | Julius von Freyberg-Eisenberg (baron)  | 1877              | 1880          |
| 3                                          | Alexander Halm                         | 1880              | 1895          |
| 4                                          | Sigismund von Kramer (baron)           | 1895              | 1904          |
| 5                                          | Franz Joseph Ströver                   | 1904              | 1908          |
| 6                                          | Paul Böhmer                            | 1908              | 1911          |
| 7                                          | Roger Foret                            | 1911              | 1918          |
| Kreisdirektor (Landkreis Metz)             |                                        |                   |               |
| Nr.                                        | Noms                                   | Prise de fonction | Fin de mandat |
| 1                                          | Sebastian Schmid                       | 1871              | 1876          |
| 2                                          | Julius von Freyberg-Eisenberg (baron)  | 1876              | 1880          |
| 3                                          | Alexander Halm                         | 1880              | 1883          |
| 4                                          | Victor Sittel (de)                     | 1883              | 1888          |
| 5                                          | Ludwig Gundlach (de)                   | 1888              | 1899          |
| 6                                          | Anton von Villers-Grignoncourt (comte) | 1899              | 1908          |
| 7                                          | Georg von Loeper (de)                  | 1908              | 1918          |

## Seconde Guerre mondiale
La Moselle étant de nouveau annexée par l’Allemagne en juillet 1940, le "Landkreis Metz" fut rétabli pendant la Seconde Guerre mondiale. L'arrondissement faisait partie du CdZ-Gebiet Lothringen, nouvelle division territoriale intégrée au Gau Saarpfalz, renommé Westmark en 1942. Libérés par les forces alliées fin 1944, les arrondissements de Metz-Ville et de Metz-Campagne seront rétablis par la France.

### Organisation du Landkreis
Dès le 2 août 1940, l'arrondissement de Metz-campagne est rebaptisé "Landkreis Metz" et les noms de lieux, germanisés avant 1918, sont rétablis. Le 1er octobre 1940, les municipalités de Longeville-lès-Metz (Langenheim), Le Ban-Saint-Martin (Martinsbann), Montigny-lès-Metz (Montenich), Saint-Julien-lès-Metz (Sankt Julian) Vallières (Wallern), dépendant de l'arrondissement de Metz-campagne (Landkreis Metz), sont logiquement intégrées au district urbain de Metz (Stadtkreis Metz).
Le 1er décembre 1940, les cantons de Moyeuvre-Grande (Großmövern) et de Mondelange (Mondelingen) de l'arrondissement de Thionville (Diedenhofen) sont rattachés à l'arrondissement de Metz-campagne (Landkreis Metz).
Le 25 janvier 1941, tous les noms de lieux en Moselle furent de nouveau officiellement germanisés. Ainsi, certaines communes furent baptisées une seconde fois par les Allemands en 1941, avec un nom différent de celui utilisé jusqu'en 1918. 
Sailly-Achâtel, Hohenschloß en 1918, devint Hochschloß (Westmark); Châtel-Saint-Germain,  Sankt German en 1918, devint Germannsburg ; Courcelles-Chaussy, Kurzel en 1918, devint Kurzel an der Straße ; Gorze, Gorz en 1918, devint Gorschen ; Louvigny, Loveningen en 1918, devint Loweningen (Westmark) ; Montoy, Montingen en 1918, devint Monten ; Novéant-sur-Moselle, Neuburg in Lothringen en 1918, devint Neuburg an der Mosel ; Plappeville, Papolsheim en 1918, devint Pleppweiler ; Pange, Spangen en 1918, devint Spangen an der Nied.
Le 1er avril 1941, les communes de Borny (Bornen), Magny (Manningen), La Maxe (Masch), Moulins-lès-Metz (Mühlen bei Metz), Plappeville (Pleppweiler), Jussy (Jussingen), Scy-Chazelles (Sigach) et Woippy (Wappingen) intégrèrent à leur tour l'arrondissement de Metz-ville (Stadtkreis Metz). La commune de Bettelainville fut par ailleurs rattachée à l'arrondissement de Metz-campagne (Landkreis Metz).
Enfin, le 1er avril 1944, les communes de Marly (Marlingen) et de Châtel-Saint-Germain (Germannsburg) sont intégrées à l'arrondissement de Metz-ville (Stadtkreis Metz).
En septembre 1942, Franz Schubert devint Kreisleiter et Oberbürgermeister de Metz. Il resta chef d'arrondissement du "Landkreis Metz" et maire de la ville jusqu’à la Libération, à la fin de la bataille de Metz. En 1944, le territoire de la Lorraine, ou CdZ-Gebiet Lothringen, comprenait les Landkreise de Metz, de Thionville (Diedenhofen), de Forbach, de Sarrebourg (Saarburg Westmark), de Sarreguemines (Saargemünd), de Château-Salins (Salzburg en 1940, Salzburgen en 1944) et de Saint-Avold (Sankt Avold).

### Administrateurs civils
| Stadtkommissar (Stadt Metz)              |                   |                   |                 |   |   |                 |                 |                |   |   |              |                |                  |
| Nr.                                      | Noms              | Prise de fonction | Fin de mandat   |   |   |                 |                 |                |   |   |              |                |                  |
| 1                                        | Richard Imbt      | 1940 (oct.)       | 1940 (déc.)     |   |   |                 |                 |                |   |   |              |                |                  |
| 2                                        | Karl Kleemann     | 1940 (déc.)       | 1941 (sept.)    |   |   |                 |                 |                |   |   |              |                |                  |
| Oberbürgermeister (Stadt Metz)           |                   |                   |                 |   |   |                 |                 |                |   |   |              |                |                  |
| Nr.                                      | Noms              | Prise de fonction | Fin de mandat   |   |   |                 |                 |                |   |   |              |                |                  |
| 1                                        | Karl Kleemann     | 1940 (oct.)       | 1941 (sept.)    |   |   |                 |                 |                |   |   |              |                |                  |
| 2                                        | Hieronymus Merkle | 1941 (oct.)       | 1942 (août )    |   |   |                 |                 |                |   |   |              |                |                  |
| 3                                        | Franz Schubert    | 1942 (août )      | 1944 (sept.)    |   |   |                 |                 |                |   |   |              |                |                  |
| Polizeipräsident (Polizeipräsidium Metz) |                   |                   |                 |   |   |                 |                 |                |   |   |              |                |                  |
| 1                                        | Willy Schmelcher  | 1940 (juillet)    | 1941 (décembre) | − | 2 | Christoph Diehm | 1941 (décembre) | 1944 (janvier) | − | 3 | Rudolf Weiss | 1944 (janvier) | 1944 (septembre) |
| 4                                        | Anton Dunckern    | 1944 (septembre)  | 1944 (novembre) |   |   |                 |                 |                |   |   |              |                |                  |
| Landkommissar - Landrat (Landkreis Metz) |                   |                   |                 |   |   |                 |                 |                |   |   |              |                |                  |
| Nr.                                      | Noms              | Prise de fonction | Fin de mandat   |   |   |                 |                 |                |   |   |              |                |                  |
| 1                                        | Karl Kleemann     | 1940              | 1943            |   |   |                 |                 |                |   |   |              |                |                  |
| 2                                        | Robert Leuthner   | 1943              | 1944            |   |   |                 |                 |                |   |   |              |                |                  |